# Terminalia schimperiana
Terminalia schimperiana är en tvåhjärtbladig växtart som beskrevs av Ferdinand von Hochstetter, Adolf Engler och Diels. Terminalia schimperiana ingår i släktet Terminalia och familjen Combretaceae. Inga underarter finns listade i Catalogue of Life.